# Enrico Pieranunzi

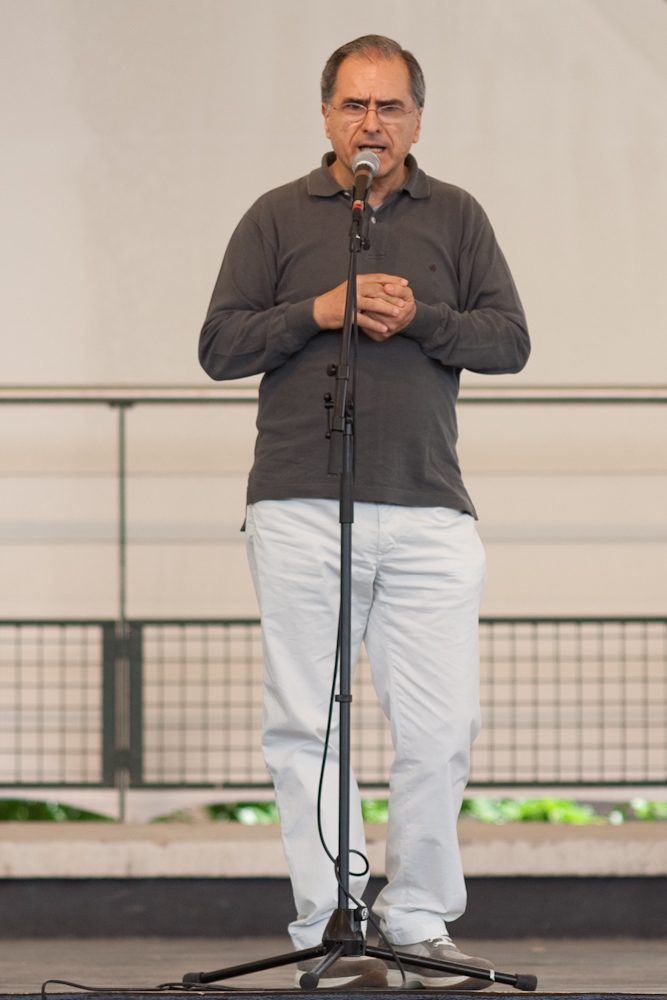
Enrico Pieranunzi

Enrico Pieranunzi (* 5. Dezember 1949 in Rom) ist ein italienischer Jazzpianist, Komponist und Arrangeur.

## Leben und Wirken
Pieranunzi begann früh, Klavier zu spielen und wurde von seinem Vater Alvaro, einem Gitarristen, zum Jazz hingeführt. Er studierte klassisches Piano und wurde 1973 Lehrer am Konservatorium in Frosinone, widmete sich aber nebenher dem Jazz und trat ab 1975 mit eigenen Gruppen auf, meist im Trio; sein Debütalbum erschien im selben Jahr bei Horo. Musikalisch ist er von Bill Evans beeinflusst, über den er auch ein Buch schrieb (erschienen im Stampa Verlag 2001 in Italienisch und Englisch und 2004 in Französisch). Bis heute (2007) hat er etwa 60 CDs eingespielt. Er spielte u. a. mit Art Farmer, Phil Woods, Charlie Haden, Chet Baker, Enrico Rava, Paul Motian, Lee Konitz, Billy Higgins, Jim Hall, Kenny Clarke, Frank Rosolino, Johnny Griffin und Ada Montellanico, nahm aber auch Soli auf. 2004 tourte er in Japan im Trio mit Joey Baron und Marc Johnson, mit denen er auch viel aufnahm. Eine Reihe von Alben in unterschiedlichen Konstellationen legte er weiterhin mit dem Kontrabassisten Jasper Somsen vor, etwa im Duo das Album Voyage in Time. Er ist auf mehr als 40 Alben zu hören.
Als Komponist ist Pieranunzi z. B. mit mehreren Kompositionen im New Real Book von Chuck Sher vertreten.
1992 und 1997 erhielt Pieranunzi den Django d’Or (Frankreich) als bester europäischer Jazzmusiker und 2003 den Django d’Or (Italien). Von der italienischen Zeitung Musica Jazz wurde er 1989 zum besten italienischen Jazzmusiker des Jahres gewählt.

## Diskographie (Auswahl)
- Jazz A Confronto, mit Bruno Tommaso, 1975
- Soft Journey, mit Chet Baker, 1980
- Isis, mit Furio Di Castri, Art Farmer, Roberto Gatto, Massimo Urbani, 1980
- New Lands, mit Joey Baron, Marc Johnson, 1984
- Autumn Song, Soloalbum, 1984
- What's What, Soloalbum, 1984
- Deep Down, mit Joey Baron, Marc Johnson, 1986
- Moon Pie, mit Roberto Gatto, Enzo Pietropaoli, 1987
- No Man's Land, mit Steve Houghton, Marc Johnson, 1989
- Parisian Portraits, Soloalbum, 1991
- Flux & Change, mit Paul Motian, 1992
- Untold Story, mit Marc Johnson, Paul Motian, 1993
- Seaward, mit André Ceccarelli, Hein van de Geyn, 1994
- Yesterdays, mit Mads Vinding, Alex Riel, rec. 1997, ed. 2017
- Un'alba Dipinta Sui Muri, Soloalbum, 1998
- Con Infinite Voci, Soloalbum, 1998
- Perugia Suite, Soloalbum, 1998–2000
- Don't Forget the Poet, mit Stefano d'Anna, Bert Joris, Hein van de Geyn, Hans van Oosterhout, 1999
- Daedalis' Wings, mit Bert van den Brink, 1999
- Inconsequence, 2000
- Canto Nascosto, Soloalbum, 2000
- Racconti Mediterranei, mit Marc Johnson, Gabriele Mirabassi, 2000
- Improvised Forms of Trio, mit Hans van Oosterhout, 2000
- Plays the Music of Wayne Shorter: Infant Eyes, mit Hein van de Geyn, Hans van Oosterhout, 2000
- Alone Together, mit Philip Catherine, Joe LaBarbera, Hein van de Geyn, Eric Vloeimans, 2000
- Current Conditions,  mit Joey Baron, Marc Johnson, 2001
- Play Morricone,  mit Joey Baron, Marc Johnson, 2001
- Live in Paris, mit Hein Van de Geyn, André Ceccarelli, 2001
- Doorways, mit Paul Motian, Chris Potter, 2002
- Play Morricone Vol. 2, mit Joey Baron, Marc Johnson, 2002
- Night Gone by, 2003
- Fellini Jazz, mit Charlie Haden, Paul Motian, Chris Potter, Kenny Wheeler, 2003
- Chant of Time, 2003
- Trasnoche, mit Marc Johnson, 2003
- Live in Japan, mit Joey Baron, Marc Johnson, 2004
- Les Amants, mit Marc Johnson und Rosario Giuliani, 2004
- Meridies, 2005
- Special Encounter, mit Charlie Haden, Paul Motian, 2003
- Danza di una Ninfa, 2005
- Ballads, mit Joey Baron, Marc Johnson, 2004
- As Never Before, mit Joey Baron, Marc Johnson, 2008
- Dream Dance, mit Joey Baron, Marc Johnson, 2009
- Blue Waltz (Live at Gustavs), mit Thomas Fonnesbæk, 2018
- Frame, solo, 2020
- Enrico Pieranunzi/Jasper Somsen/Jorge Rossy: Common View, 2020
- The Real You, mit Thomas Fonnesbæk, 2021[2]
- Enrico Pieranunzi Quintet: Don't Forget the Poet, 2021
- Enrico Pieranunzi Trio: Plays the Music of Wayne Shorter, 2021
- Jasper Somsen / Enrico Pieranunzi / Gabriele Mirabassi Traveller’s Way, 2024[3]